# Metropolitana di Hong Kong
La metropolitana di Hong Kong (in inglese: Mass Transit Railway) è il sistema di trasporto metropolitano di Hong Kong.

## Storia
Dalla sua inaugurazione nel 1979 si è espansa fino ad avere 9 linee e 82 stazioni. È gestita dalla MTR Corporation, ed è, grazie soprattutto alla sua efficienza ed economicità, di gran lunga il sistema di trasporti pubblici più popolare dell'ex colonia britannica, con oltre 4 milioni di passeggeri al giorno.

## Linee metropolitane
| Linea East Rail 東鐵綫           | 1910 | 2007 | Hung Hom    | Lo Wu             | 41.1 | 14 | 42     | 1435 mm | AC 25000 V |
| Linea East Rail 東鐵綫           | 1910 | 2007 | Hung Hom    | Lok Ma Chau       | 41.1 | 14 | 45     | 1435 mm | AC 25000 V |
| Linea Kwun Tong 觀塘綫           | 1979 | 2002 | Yau Ma Tei  | Tiu Keng Leng     | 11.2 | 15 | 28     | 1432 mm | DC 1500 V  |
| Linea Tsuen Wan 荃灣綫           | 1982 | 1982 | Central     | Tsuen Wan         | 16   | 16 | 30     | 1432 mm | DC 1500 V  |
| Linea Island 港島綫              | 1985 | 1986 | Sheung Wan  | Chai Wan          | 13.3 | 14 | 25     | 1432 mm | DC 1500 V  |
| Linea Tung Chung 東涌綫          | 1998 | 2005 | Hong Kong   | Tung Chung        | 31.1 | 8  | 26     | 1432 mm | DC 1500 V  |
| Linea Tseung Kwan O 將軍澳綫     | 2002 | 2009 | North Point | Po Lam            | 11.9 | 8  | 15     | 1432 mm | DC 1500 V  |
| Linea Tseung Kwan O 將軍澳綫     | 2002 | 2009 | North Point | LOHAS Park        | 11.9 | 8  | 20     | 1432 mm | DC 1500 V  |
| Linea West 西鐵綫                | 2003 | 2009 | Hung Hom    | Tuen Mun          | 35.4 | 12 | 37     | 1435 mm | AC 25000 V |
| Linea Ma On Shan 馬鞍山鐵路      | 2004 | 2004 | Wu Kai Sha  | Tai Wai           | 11.4 | 9  | 16     | 1435 mm | AC 25000 V |
| Linea Disneyland Resort 迪士尼綫 | 2005 | 2005 | Sunny Bay   | Disneyland Resort | 3.3  | 2  | 4.5    | 1432 mm | DC 1500 V  |
| Servizi metro leggera            |      |      |             |                   |      |    |        |         |            |
| Light Rail 輕鐵                  | 1988 | 2003 | Varies      | Varies            | 36.2 | 68 | Varies | 1435 mm | DC 750 V   |
| Servizi aeroportuali             |      |      |             |                   |      |    |        |         |            |
| Airport Express 機場快綫         | 1998 | 2005 | Hong Kong   | AsiaWorld-Expo    | 35.2 | 5  | 29     | 1432 mm | DC 1500 V  |